# Abóbora (cor)
Abóbora é uma cor que representa a cor das abóboras, considerada uma variação de laranja escuro.
O primeiro registro de uso de "abóbora" como um nome de cor em inglês foi em 1922.

## Informações

### Tripleto hexadecimal
Em um espaço de cores RBG, FF7F00 apresenta uma coloração composta de 100% vermelho, 49,8% verde e 0% azul. Já em um espaço de cores CMYK, ele apresenta uma coloração composta de 0% ciano, 50,2% magenta, 100% amarelo e 0% preto.
Ele possui um ângulo de matiz de 29,9 graus, uma saturação de 100% e uma luminosidade de 50%. # ff7f00 hexadecimal de cor pode ser obtido misturando # fffe00 com # ff0000 . A cor segura para a Web mais próxima é: # ff6600.

### Cor complementar
A cor complementar de #FF7F00 é #0080ff.

### Cores análogo
As cores análogo de #FF7F00 são #FF0000 e #FFFF00.

#### Dividir cores complementares
As cores complementar divididas de #FF7F00 são #0000FF e #00FFFF.

#### Cores triádicas
As cores triádicas de #FF7F00 são #7F00FF e #00FF7F.

#### Cores tetrádicas
As cores tetrádicas de #FF7F00 são #FF0080, #00FF7F e #0080FF.

#### Cores monocromáticas
As cores monocromáticas de #FF7F00 são #B35900, #CC6600, #E67200, #FF8C1A, #FF9933 e #FFA54D.

### Cores semelhantes
As cores mais usadas quando não se pode usar abóbora são #FF3F00, #FF5400, #FF6A00, #FF9400, #FFAA00 e #FFBF00.